# Épsilon Andromedae
Épsilon Andromedae (ε And / 30 Andromedae / HD 3546) es una estrella en la constelación de Andrómeda de magnitud aparente +4,34. Se encuentra a 169 años luz del sistema solar.
Épsilon Andromedae es una gigante amarilla de tipo espectral G8III con una temperatura efectiva de 4930 K. De color y temperatura similar a estrellas como Vindemiatrix (ε Virginis), Nekkar (β Bootis) o ζ Cygni, su luminosidad es inferior a cualquiera de ellas, aunque es 52 veces más luminosa que el Sol. La medida de su diámetro angular conduce a un radio casi diez veces mayor que el radio solar. Su edad es de sólo 650 millones de años, pero con una masa de 2,4 masas solares, evoluciona con mucha mayor rapidez que el Sol. A diferencia de este, en cuyo núcleo el hidrógeno se transforma en helio, en Épsilon Andromedae es el helio el que, mediante fusión nuclear, se transforma en carbono y oxígeno. 
Alejándose muy deprisa de la Tierra a una velocidad relativa de 118 km/s, Épsilon Andromedae se mueve en una órbita muy excéntrica alrededor del centro de la galaxia. Es una visitante ocasional que desde el centro galáctico atraviesa la región donde se halla el sistema solar para dirigirse hacia las afueras de la Vía Láctea.